# Parapelecopsis nemoralioides
Parapelecopsis nemoralioides es una especie de araña araneomorfa del género Parapelecopsis, familia Linyphiidae. Fue descrita científicamente por O. Pickard-Cambridge en 1884.
Se distribuye por Europa. El cuerpo del macho mide aproximadamente 1,8 milímetros de longitud y el de la hembra 2 milímetros.